# Olaf Amblank
Olaf Bent Meik Amblank (* 9. Februar 1970 in Gießen) ist ein deutscher Hochschulgründer und Unternehmer.

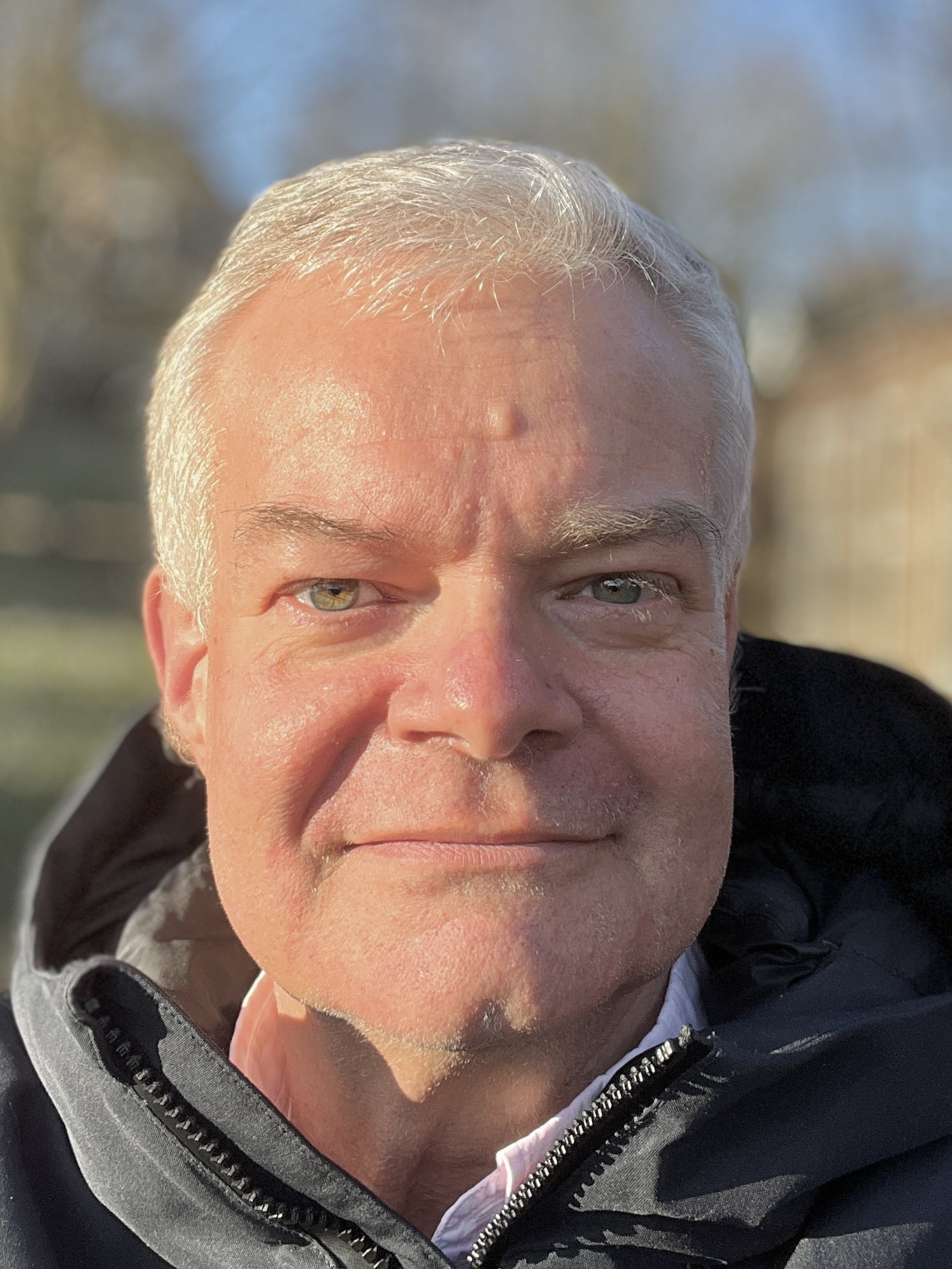
Olaf Amblank (2025)

## Leben
Olaf Amblank erhielt sein Staatsexamen der Humanmedizin 1995 an der Justus-Liebig-Universität in Gießen. Er promovierte an der Medizinischen Universität zu Lübeck im Fach Radiologie und erlangte die Vollapprobation als Arzt. Nach Stationen bei den Unternehmensberatungen Kienbaum Consultants International und McKinsey & Company ist er heute als Unternehmer und Immobilieninvestor in Hamburg tätig.

## Leistungen
Während seiner Zeit als Unternehmensberater bei McKinsey entwickelte er gemeinsam mit den Kollegen Anne Sliwka und Stephan Gutzeit die Idee zur Gründung einer humanistischen Hochschule nach anglo-amerikanischem Vorbild: dem European College of Liberal Arts. Eine erste Summer University fand im Juli 2000 auf dem Campusgelände in Berlin-Buch statt, unter anderem mit Dozenten und Förderern wie Norbert Walter und Gertrud Höhler. Bereits im ersten Jahr fand sie weithin internationale Beachtung, unter anderem in Polen. Aus dieser privaten Initiative, welche die drei Gründer vor allem bis 2003 maßgeblich prägten, erwuchs 2011 eine staatlich anerkannte Hochschule am Standort Berlin.